# ポルトガル・ブラジル及びアルガルヴェ連合王国

ポルトガル・ブラジル及びアルガルヴェ連合王国
Reino Unido de Portugal, Brasil e Algarves (ポルトガル語)

国歌: Hymno Patriótico（ポルトガル語）
愛国讃歌

ポルトガル・ブラジル及びアルガルヴェ連合王国とその植民地

ポルトガル・ブラジル及びアルガルヴェ連合王国は、かつてポルトガルとブラジルにまたがって存在した同君連合の王国。ポルトガル・ブラジル連合王国とも呼ばれる。

## 概要
1808年、ナポレオン戦争によってポルトガル本国からの亡命を強いられた摂政ジョアン王子（後のジョアン6世）は、女王マリア1世とともに植民地ブラジルのリオ・デ・ジャネイロへ宮廷を遷した。そしてブラジル公国（Principado do Brasil：実質的には植民地）を本国と同格の王国とし、1815年12月16日には正式に国名を「ポルトガル・ブラジル及びアルガルヴェ連合王国」と改称した（アルガルヴェは12世紀中盤より王国の地位にあり、14世紀終盤のジョアン1世よりポルトガル王はアルガルヴェ王も称した）。
ナポレオン戦争による本国の混乱によってスペインの植民地が次々と独立したのと同様に、1825年にはジョアン6世の王子ペドロを皇帝としてブラジル帝国が独立し、同君連合は解消された。